# Ramón Calderé
Ramón María Calderé Rey (Tarragona, 16 gennaio 1959) è un allenatore di calcio ed ex calciatore spagnolo, di ruolo centrocampista.

## Carriera

### Giocatore

#### Club
Cresciuto tra le file del Barcellona, esordisce con la squadra riserve nella stagione 1979-1980. L'anno successivo passa in prestito al Real Valladolid, per fare ritorno nella squadra d'origine, dove viene nuovamente collocato nel Barcellona B.
A partire dalla stagione 1984-1985 viene "promosso" alla prima squadra, con cui esordisce nella Primera División spagnola.
Dopo quattro anni viene ceduto al Betis Siviglia, dove resta altri due campionati.
Conclude la carriera nel 1993 al Sant Andreu.

#### Nazionale
Ha totalizzato 18 presenze (con 7 reti) con la Nazionale di calcio spagnola, esordendo nella partita Galles-Spagna (3-0) del 30 aprile 1985. È stato anche convocato sia per il Campionato europeo di calcio 1988, senza mai scendere in campo, che per il Campionato mondiale di calcio 1986. In questa occasione risultò positivo al bisolvon contenente efedrina e fu squalificato dalla FIFA per 5 mesi.

### Allenatore
Intraprende la carriera di allenatore sedendosi su panchine di società minori della regione catalana.

## Palmarès

### Giocatore

#### Club

##### Competizioni nazionali
- Campionato spagnolo: 1

Barcellona: 1984-1985
- Copa de la Liga: 1

Barcellona: 1986
- Coppa di Spagna: 1

Barcellona: 1987-1988

### Allenatore

#### Club

##### Competizioni nazionali
- Tercera División: 3

Gavà: 2000-2001
Teruel: 2009-2010
Castellón: 2014-2015
- Copa Federación de España: 1

Badalona: 2003-2004
- Campionato andorrano: 1

UE Santa Coloma: 2023-2024
- Copa Constitució: 1

UE Santa Coloma: 2024